# Ludwig Seyberth
Karl Ludwig Heinrich Seyberth (* 13. März 1818 in Kirberg; † 10. Januar 1910 in Hanau) war ein deutscher Verwaltungsbeamter.

## Leben
Ludwig Seyberth studierte Rechtswissenschaft an der Philipps-Universität Marburg und der Ruprecht-Karls-Universität Heidelberg. 1839 gehörte er in Marburg zu den Gründungsfüchsen des Corps Hasso-Nassovia, bei dem er 1840 recipiert. 1841 schloss er sich dem Corps Nassovia Heidelberg an. Nach dem Studium trat er in den Staatsdienst des Herzogtums Nassau. Er legte 1843 das Nassauische Staatsexamen ab und wurde Akzessist beim Amt Langen-Schwalbach, 1845 beim Amt Wehen. Im Rahmen der Märzrevolution kam es 1849 zur Trennung der Rechtsprechung von der Verwaltung. Seyberth wurde damit Akzessist beim Justizamt Wehen, wo er 1852 Sekretär wurde. 1853 wurde er Landesoberschultheißereiverwalter in Idstein, 1860 in Marienberg und 1860 erneut in Idstein.
Von 1864 bis 1872 war er Amtmann des Amtes Rüdesheim. Mittlerweile in preußischen Diensten wurde er 1872 zum Landrat des Kreises Biedenkopf ernannt. Das Amt hatte er bis 1893 inne. Zuletzt lebte er in Hanau.

## Auszeichnungen
- Geheimer Regierungsrat[2]